# Alex Azzopardi
Alexander "Alex" Azzopardi (ur. 24 marca 1961) – piłkarz maltański grający na pozycji obrońcy. W swojej karierze rozegrał 45 meczów w reprezentacji Malty.

## Kariera klubowa
Całą swoją karierę piłkarską Azzopardi spędził w klubie Ħamrun Spartans. W 1981 roku zadebiutował w nim w maltańskiej Premier League. Wraz z Ħamrun Spartans wywalczył cztery tytuły mistrza Malty w sezonach 1982/1983, 1986/1987, 1987/1988 i 1990/1991 i wicemistrzostwo Malty w sezonie 1984/1985. Zdobył też cztery Puchary Malty w latach 1984, 1987, 1988 i 1989. Swoją karierę zakończył po sezonie 1991/1992.

## Kariera reprezentacyjna
W reprezentacji Malty Azzopardi zadebiutował 26 grudnia 1982 roku w zremisowanym 0:0 towarzyskim meczu z Bułgarią, rozegranym w Attardzie. W swojej karierze grał w: eliminacjach do Euro 84, do MŚ 1986, do Euro 88, do MŚ 1990 i do Euro 92. Od 1982 do 1991 roku rozegrał w kadrze narodowej 45 spotkań.